# Bentley Hunaudières
Bentley Hunaudières —  концепт-кар, созданный Bentley, был представлен в 1999 году на Женевском международном автосалоне.
Автомобиль был оснащен пятиступенчатой механической коробкой передач и 8,0-литровым атмосферным двигателем Volkswagen WR16, адаптированным и модифицированным до мощности 623 л.с. (465 кВт) при 6000 об./мин и крутящего момента 760 Н·м при 4000 об./мин.
Автомобиль был способен развивать максимальную скорость 350 км/ч.
Hunaudières был построен на шасси Lamborghini Diablo, после его покупки концерном Volkswagen.

## Название
Своё название Hunaudières автомобиль получил в качестве дани уважения знаменитому прямому участку Circuit de la Sarthe, где сэр Тим Биркин на Blower Bentley обогнал Рудольфа Караччиолу на Mercedes-Benz SSK на скорости 201 километр в час, при этом одно колесо находилось на траве на прямой участка под названием Hunaudières.

## Производство

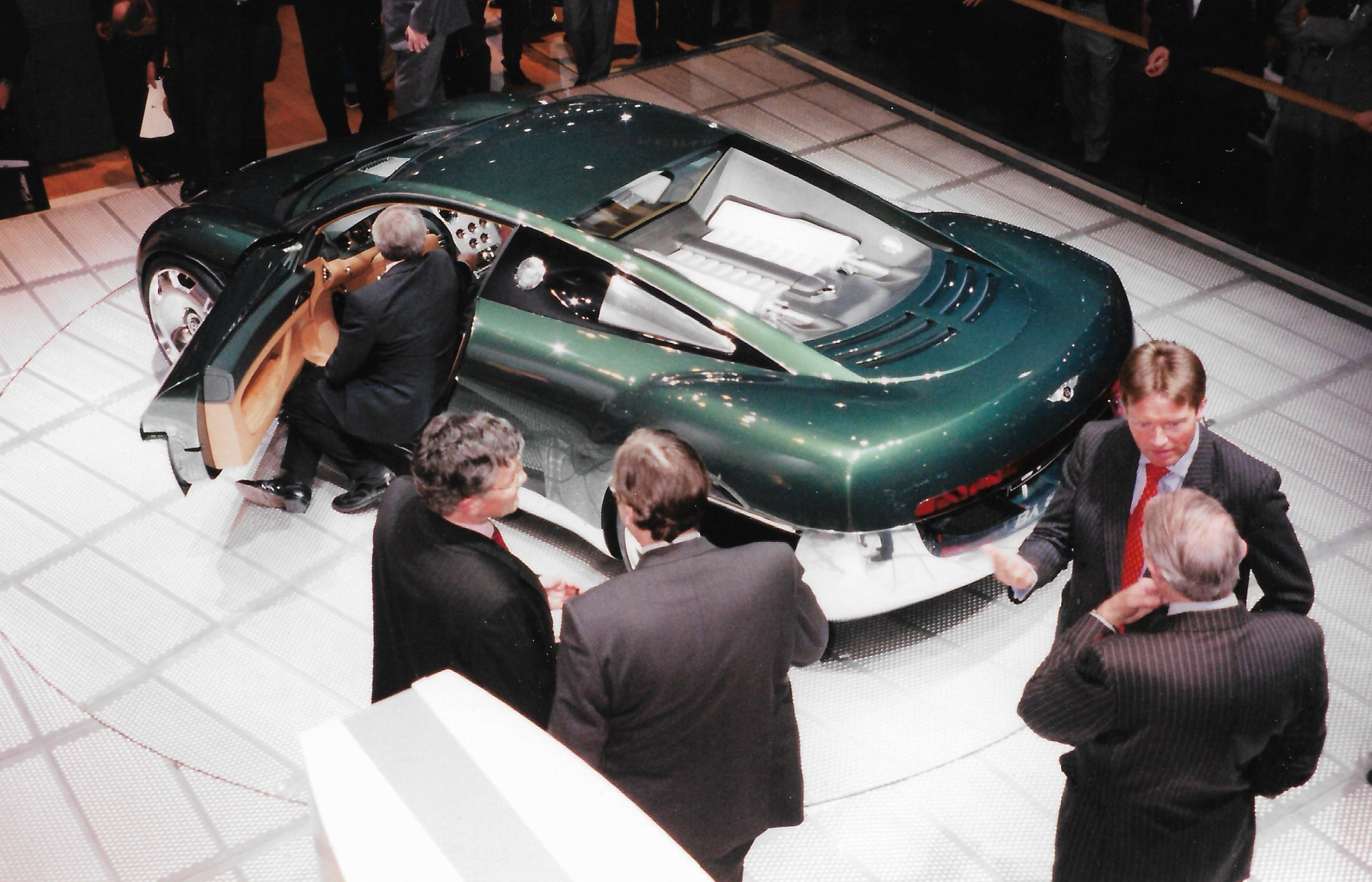
Bentley Hunaudieres, вид сзади.

Автомобиль был сделан Великобритании на заводе Bentley Motors, который в 1998 году вошёл в состав немецкого концерна Volkswagen AG.
После успешного дебюта Bentley и выпуска похожего на него Audi Rosemeyer, Hunaudières стал предшественником Bugatti Veyron выпущенный компанией Volkswagen.
Расположение воздухозаборников и решетки похоже на Bugatti, но круглые фары возвращают к легендарной великобританской марке. Лючки бензобака находятся с обеих сторон, а ещё большей уверенности прибавляют двадцатидюймовые диски.